# Special Olympics Südafrika

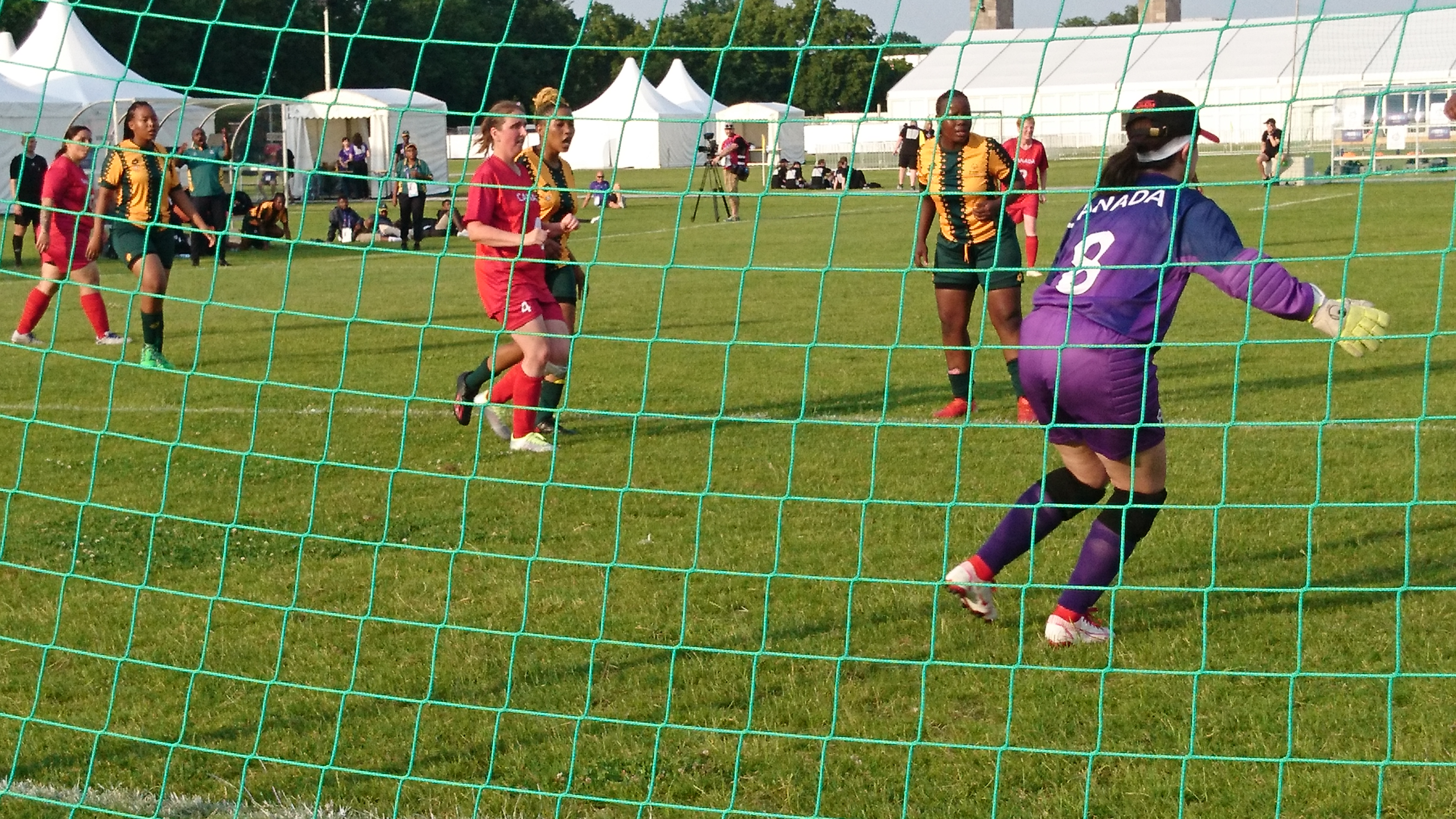
Damenfußballspiel (7 gegen 7) Kanada – Südafrika, Special Olympics World Summer Games 2023

Special Olympics Südafrika (englisch Special Olympics South Africa) ist ein Sportverband von Special Olympics International mit Sitz in Johannesburg. Der Verband ist Teil der weltweit größten Sportbewegung für Menschen mit geistiger Beeinträchtigung und Mehrfachbeeinträchtigung. Ziel des Verbandes ist die sportliche Förderung dieser Menschen sowie die Sensibilisierung der Gesellschaft für sie. Dazu bietet Special Olympics Südafrika olympische Sportarten für Kinder, Jugendliche und Erwachsene über das ganze Jahr hindurch an. Außerdem betreut der Verband die südafrikanischen Athletinnen und Athleten bei den Special Olympics Wettbewerben.

## Geschichte
1991 wurde Special Olympics South Africa gegründet. Verbandsvorsitzender ist heute Mathews Phosa (Stand 2023). In einer Ankündigung zu den Special Olympics World Summer Games 2023 hob er hervor, dass die Special Olympics Athletinnen und Athleten, was die Medaillen anbetrifft, zwar mit Abstand die erfolgreichsten südafrikanischen Sportler seien, aber die geringste finanzielle Unterstützung und Berichterstattung in den Medien erhalten würden. Das sollte sich ändern.

## Aktivitäten
Im Jahr 2015 waren 12.274 Athletinnen und Athleten sowie 121 Trainer im Verband registriert.
Special Olympics Südafrika bietet folgende Sportarten an: Basketball, Boccia, Bowling, Cricket, Eiskunstlauf, Floor Hockey, Fußball, Golf, Leichtathletik, Netzball, Radsport, Reiten, Schwimmen, Tischtennis und Volleyball.
Der Verband nimmt an mehreren Programmen von Special Olympics International teil, nämlich an Athlete Leadership, Healthy Athletes, Young Athletes, Family Health Forums und Family Support Network.

### Teilnahme an vergangenen Weltspielen

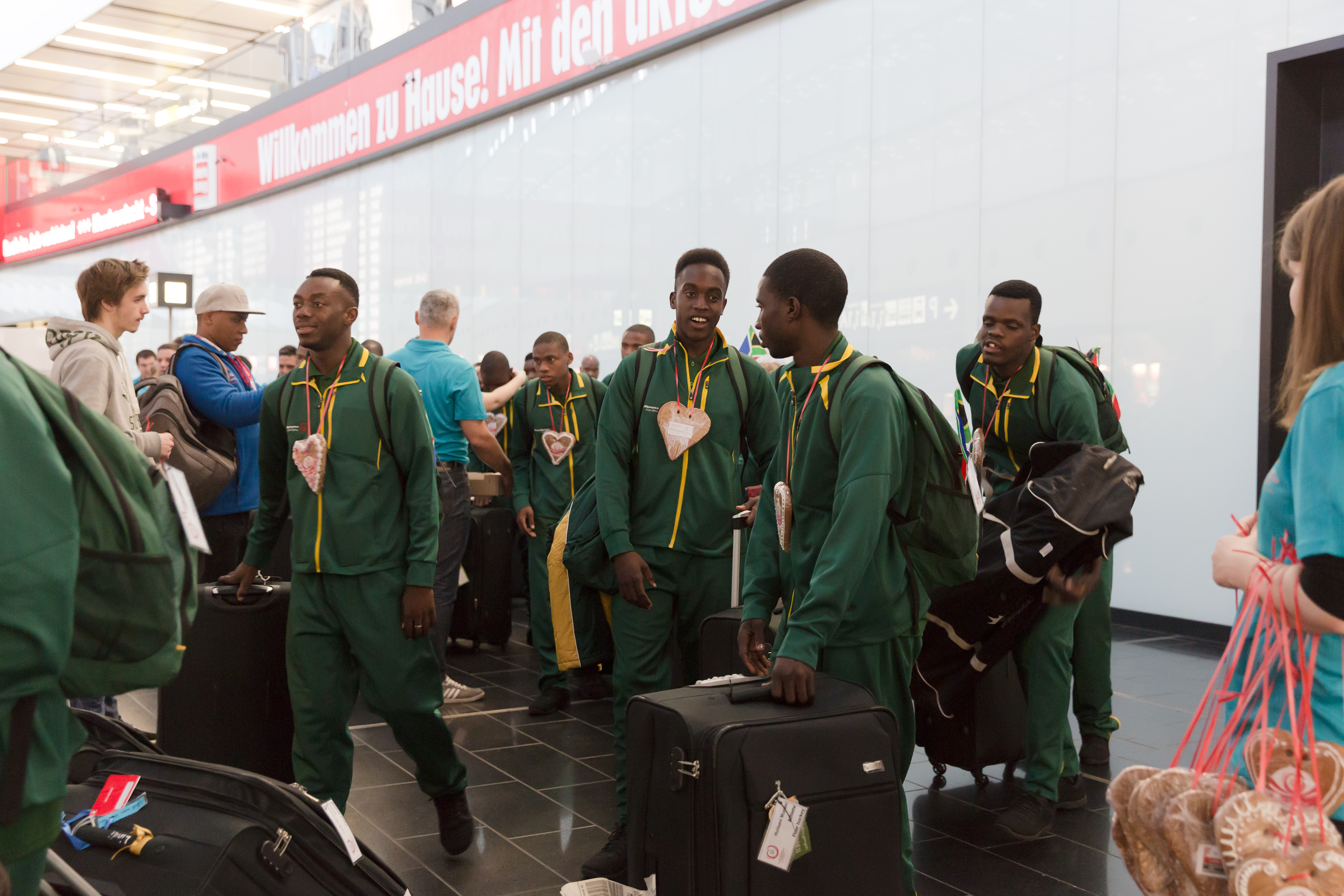
Ankunft vom Team Südafrika 2017 in Österreich

- 1993 Special Olympics World Winter Games, Schladming, Salzburg, Österreich
- 1995 Special Olympics World Summer Games, Connecticut, USA (76 Athletinnen und Athleten)
- 1999 Special Olympics World Summer Games, North Carolina, USA (56 Athletinnen und Athleten)
- 2001 Special Olympics World Winter Games, Anchorage, USA (21 Athletinnen und Athleten)
- 2003 Special Olympics World Summer Games, Dublin, Irland (66 Athletinnen und Athleten)
- 2007 Special Olympics World Summer Games, Shanghai, China (83 Athletinnen und Athleten)
- 2009 Special Olympics World Winter Games, Nagano, Japan (13 Athletinnen und Athleten)
- 2011 Special Olympics World Summer Games, Athen, Griechenland (81 Athletinnen und Athleten)
- 2013 Special Olympics World Winter Games, PyeongChang, Südkorea (14 Athletinnen und Athleten)
- 2015 Special Olympics World Summer Games, Los Angeles, USA (68 Athletinnen und Athleten)
- 2017 Special Olympics World Winter Games, Graz-Schladming-Ramsau, Österreich (47 Athletinnen und Athleten)
- 2019 Special Olympics, World Summer Games, Abu Dhabi (71 Athletinnen und Athleten)[3]
- 2025 Special Olympics World Winter Games, Turin, Italien (6 Athletinnen  und Athleten)[4]

### Teilnahme an den Special Olympics World Summer Games 2023 in Berlin
Der Verband Special Olympics Südafrika nahm an den Special Olympics World Summer Games 2023 in Berlin teil und schickte 64 Athletinnen und Athleten sowie 21 Trainer zu den Spielen. Die Delegation, bestehend aus ungefähr 100 Personen, nahm auch an dem Host Town Program teil und wurde vor den Spielen innerhalb dieses Programms von der Stadt Göttingen betreut. Um die Teilnahme seiner Athletinnen und Athleten an den Spielen finanzieren zu können, wurde die Kampagne „Adopt an Athlete“ (Adoptiere einen Athleten) ins Leben gerufen, mit dem Ziel, dass Unternehmen oder Privatleute Geld für die Reise des Teams spenden. Das Team gewann bei diesen Weltspielen elf Gold-, zehn Silber- und sechs Bronzemedaillen.